# Setopagis
A Setopagis a madarak (Aves) osztályának lappantyúalakúak (Caprimulgiformes) rendjébe, ezen belül a lappantyúfélék (Caprimulgidae) családjába tartozó nem. Egyes szervezetek a Hydropsalis nembe sorolják ezeket a fajokat is.

## Rendszerezésük
A nemet Robert Ridgway írta le 1912-ban, az alábbi fajok tartoznak ide:
- Todd-lappantyú (Setopagis heterura,[1] vagy Hydropsalis heterura)[2]
- szerrádó lappantyú (Setopagis parvula,[1] vagy Hydropsalis parvula)[2]
- Roraima-lappantyú (Setopagis whitelyi,[1] vagy Hydropsalis whitelyi)[2]
- cayennei lappantyú (Setopagis maculos,[1] vagy Nyctipolus maculosus)[2] – kihalt